# Didemnum cygnuus
Didemnum cygnuus är en sjöpungsart som beskrevs av Kott 200. Didemnum cygnuus ingår i släktet Didemnum och familjen Didemnidae. Inga underarter finns listade i Catalogue of Life.